# Greg Rutherford
Greg Rutherford (n. 17 noiembrie 1986, Milton Keynes, Anglia, Regatul Unit) este un săritor în lungime ce a reprezentat Marea Britanie, medaliat olimpic. A participat la 3 ediții ale Jocurilor Olimpice (2008, 2012, 2016) în care a câștigat o medalie de aur și o medalie de bronz.

## Palmares
| An   | Competiție                      | Locație                   | Loc | Note   |
| ---- | ------------------------------- | ------------------------- | --- | ------ |
| 2005 | Campionatul European de Juniori | Kaunas, Lituania          | 1   | 8,14 m |
| 2006 | Cupa Europei                    | Malaga, Spania            | 9   | 5,98   |
| 2006 | Campionatul European            | Göteborg, Suedia          | 2   | 8,13 m |
| 2007 | Campionatul Mondial             | Osaka, Japonia            | 21  | 7,77 m |
| 2008 | Jocurile Olimpice               | Beijing, China            | 10  | 7,84 m |
| 2009 | Campionatul European în sală    | Torino, Italia            | 6   | 8,00 m |
| 2009 | Campionatul Mondial             | Berlin, Germania          | 5   | 8,17 m |
| 2010 | Campionatul Mondial în sală     | Doha, Qatar               | 11  | 7,80 m |
| 2011 | Campionatul Mondial             | Daegu, Coreea de Sud      | 15  | 8,00 m |
| 2012 | Jocurile Olimpice               | Londra, Marea Britanie    | 1   | 8,31 m |
| 2013 | Campionatul European pe Echipe  | Gateshead, Marea Britanie | 3   | 8,02 m |
| 2013 | Campionatul Mondial             | Moscova, Rusia            | 14  | 7,87 m |
| 2014 | Campionatul European pe Echipe  | Braunschweig, Germania    | 2   | 7,99 m |
| 2014 | Campionatul European            | Zürich, Elveția           | 1   | 8,29 m |
| 2015 | Campionatul Mondial             | Beijing, China            | 1   | 8,41 m |
| 2016 | Campionatul European            | Amsterdam, Țările de Jos  | 1   | 8,25 m |
| 2016 | Jocurile Olimpice               | Rio de Janeiro, Brazilia  | 3   | 8,29 m |